# Sima de la Raja
La sima de la Raja es una sima situada en el parque natural del Alto Tajo y dentro del término municipal de Villanueva de Alcorón (Guadalajara, España).

## Acceso
En la carretera CM-2101, que une Villanueva de Alcorón con Peñalén, se toma una pista a la derecha, unos 600 metros antes del área recreativa del Refugio de la Zapatilla y de la Sima de Alcorón. Las coordenadas del cruce son: 40°41′18″N 2°11′07″O / 40.688430, -2.185210.
Se sigue por la pista 4.3 km, dejando a la izquierda un cruce y a la derecha una charca o laguna seca, tras la cual se toma la siguiente pista a la derecha, por la que se sigue durante 1.1 km, punto donde parte a la izquierda la que conduce a la Sima de Manuel Mozo, pista que pasamos de largo, pues tras 400 metros sale otra a la derecha, marcada con un hito; tras cogerla se vuelve a girar a la derecha, y 100 metros después se llega a la misma boca de la sima, fácil de reconocer por su forma de raja en el suelo, con un árbol en su comienzo.

## Descripción
La entrada a la cavidad se realiza por un pozo de 45 m que en su parte alta es bastante ancho, aunque según se desciende se va haciendo más angosto. Al final de esta primera vertical llegamos a una rampa de piedras donde se abre a la derecha la Sala, lugar amplio y con numerosas formaciones de gran belleza. Bajando por una rampa de piedras continuamos hasta la cabecera del último pozo de 20 por el que accedemos a una sala amplia con alturas considerables tapizadas por numerosas coladas. 

## Ficha de Instalación
- P45: 55m
- P15 y R10: 30m
- P45: 50m